# 北村舞
北村 舞（きたむら まい、1984年12月7日 - ）は、日本の女性モデル、タレント。埼玉県出身。オスカープロモーション所属。

## 人物
- 日本芸術高等学園卒業。
- 趣味は動物と遊ぶこと、旅行、体を動かすこと、創作料理、ドライブ。
- 特技はジャズダンス、タップダンス、料理、殺陣、スノーボード。

## 出演

### テレビ番組
- 明石家サンタの史上最大のクリスマスプレゼントショー（2008年 - 2012年、フジテレビ） - アシスタント
- さんまのSUPERからくりTV（TBS） - アシスタント
- 輝く!日本レコード大賞（2008年 - 2011年、TBS） - アシスタント
- 第46回日本有線大賞（2013年、TBS） - アシスタント
- QVCジャパン（2017年） - モデル

### CM
- グリコ「ウォーキーウォーキー」
- 住友信託銀行「幸せなお金篇」
- 日本スポーツ振興センター「BIGキャッツアイキャンペーン」
- ノーリツ「エコリラキレイ」（2012年）
- マックスガイ
- P&G「レノアハピネス」（2012年）
- HRK「コラーゲン入り二十雑穀 雑穀体操篇」
- パナソニック
- スズキ「セニアカー Love Love Days篇」
- カルビー「じゃがりこ」
- アークベル

### イベント
- 第32回オール朝日フォトフェスティバル（2008年4月）
- 東京モーターショー・HONDAブース（2009年10月・2011年12月）
- 東京モーターサイクルショー・HONDAブース（2010年3月）
- 東京ゲームショウ
  - UBI Softブース（2010年9月）
  - コーエーテクモブース（2011年9月）
- CEATEC JAPAN・ゼンリンブース（2010年10月）
- 東京オートサロン・BRIDGESTONEブース（2011年1月）
- CP+
  - SONYブース（2011年2月）
  - Nikonブース（2012年2月）

### その他
- シュートボクシング S-cup 2008 ラウンドガール（2008年11月24日、さいたまスーパーアリーナ）
- キリンビール キリンジョッキーズ（2010年 - 2011年）